# Berner Voralpen
Die Berner Voralpen sind nach der Einteilung des Schweizer Alpen-Clubs der Teil der Schweizer Voralpen im Kanton Bern. Sie entsprechen dem Voralpen-Teil der eher historisch und touristisch gebrauchten Bezeichnung Berner Oberland und dem Berner Anteil der Emmentaler Alpen. Der höchste Gipfel ist das Schilthorn, das 2970 m ü. M. erreicht.

## Grenzen
Nach dem nicht international anerkanntem Vorschlag SOIUSA von Sergio Marazzi sind sie der Unterabschnitt 14.II.
Sie grenzen:
- im Westen an die Waadtländer und Freiburger Voralpen getrennt durch Saane, Simme und Muscheren Sense
- im Norden an das Mittelland begrenzt (von West nach Ost) Stockental, Zulg, Emmental
- im Nordosten an die Luzerner Voralpen getrennt von Emmental, Südelgraben, Mariental, Chringe, Altibach, Lungerersee
- im Südosten an die Unterwaldner Voralpen begrenzt durch Brünigpass und Aare
- im Süden an die Berner Alpen begrenzt von (West nach Ost) Chlys Hüri, Stigellegi, Simme, Geilsbach, Kandertal, Hohtürli, Sefinental, Trümmeltal, Imfysteren Graben, Grosse Scheidegg, Reichenbach

## Aufteilung
Sie werden nach SOIUSA in drei Obergruppen und 12 Berggruppen aufgeteilt:
- Obergruppe Voralpen des Simmentals (A)
  - Gruppe Giferspitz-Wispile (A.1)
  - Gruppe Gantrisch (A.2)
  - Gruppe Stockhorn (A.3)
  - Gruppe Albristhorn-Männliflue-Niesengrat (A.4)
  - Gruppe Spillgerten-Niderhorn-Turnen (A.5)
  - Gruppe Chlyne Lohner-Elsighorn (A.6)

- Obergruppe Voralpen des Lauterbrunnentals (B)
  - Gruppe Dündenhorn-Ärmighorn-Gehrihorn (B.7)
  - Gruppe Schilthorn-Schwalmere-Morgenberghorn (B.8)
  - Gruppe Männlichen (B.9)
  - Gruppe Faulhorn-Schwarzhorn (B.10)

- Obergruppe nordöstliche Berner Voralpen (C)
  - Gruppe Augstmatthorn-Brienzer Rothorn-Hohgant (C.11)
  - Gruppe Sigriswiler Rothorn-Niederhorn (C.12)

Die beiden ersten Obergruppen befinden sich im Berner Oberland. Die Obergruppe C entspricht teilweise der bekannten Bezeichnung Emmentaler Alpen.

## Bekannte Gipfel
- Schilthorn – 2970 m
- Faulhorn – 2681 m
- Tschuggen – 2521 m
- Lauberhorn – 2472 m
- Niesen – 2362 m
- Brienzer Rothorn – 2350 m
- Männlichen – 2343 m
- Morgenberghorn – 2249 m
- Stockhorn – 2190 m
- Gantrisch – 2176 m